# Deutsche Meisterschaft im Straßenrennen 1988
Die Deutsche Meisterschaft im Straßenrennen 1988 fand am 26. Juni in Kaisten in der Schweiz im Rahmen der Drei-Nationen-Meisterschaft der Berufsfahrer aus Deutschland, der Schweiz und Liechtenstein in einem gemeinsamen Meisterschaftsrennen mit getrennten Nationenwertungen statt. Startberechtigt für die Deutsche Meisterschaft waren die Berufsfahrer mit einer Lizenz des Bundes Deutscher Radfahrer.

## Rennverlauf
Bei dieser Drei-Länder-Meisterschaft wurde ein Gesamtsieger sowie für jede beteiligte Nation der jeweilige nationale Meister geehrt. Das Rennen führte über 229,6 Kilometer auf einem Rundkurs rund um die Gemeinde Kaisten im Kanton Aargau in der Schweiz. Der Kaistenberg mit einer Steigung von 8 Prozent war dabei vierzehnmal zu überqueren. In der 5. Runde nach 75 Kilometern setzte sich eine Gruppe mit sieben Schweizern und dem Deutschen Hartmut Bölts vom Hauptfeld ab. Alle Spitzenreiter gehörten verschiedenen Radsportteams an, was dazu führte, dass im Feld keine konsequente Verfolgung aufgenommen wurde. Nach 170 Kilometern setzten sich Fabian Fuchs und Bölts aus der Spitze ab. 25 Kilometer vor dem Ziel war Bölts als Solist unterwegs und erreichte das Ziel als Sieger vor 15 Schweizern. Andreas Kappes kam als 17. ins Ziel und wurde damit Zweiter der Deutschen Meisterschaft. Da alle anderen deutschen Fahrer das Rennen aufgegeben hatten, wurde die Bronzemedaille bei der Siegerehrung durch den Vize-Präsidenten des Bundes Deutscher Radfahrer Manfred Böhmer nicht vergeben. Schweizer Meister wurde Hubert Seiz. Der einzige Starter aus Liechtenstein Sigmund Hermann hatte aufgegeben. Dadurch wurde der Titel für Liechtenstein nicht vergeben.

## Ergebnis
| 01. | Hartmut Bölts  | RMO-Liberia-Mavic | 5:38:07 h       |     |     |     |
| 02. | Andreas Kappes | Toshiba           | + 20:25 Minuten |     |     |     |
| 03. | nicht vergeben |                   |                 | 0 … | 0 … | 0 … |